# Daniel D. Marin
Daniel D. Marin este un poet român,  membru al Uniunii Scriitorilor din România, Filiala București.

## Biografie
S-a născut la Călărași, iar din 2012 locuiește la Sassari, în Sardinia. 
Participă constant la cenaclurile din București între 2000 – 2009, dar refuză lecturile: când, totuși, le acceptă, devine el însuși un ascultator al poemelor sale, care sunt citite de fiecare dată de altcineva. Conform propriilor declarații, el însuși a citit un singur poem, la invitația scriitorului Marius Tupan. A publicat poezii în majoritatea revistelor literare importante din România și a realizat rubrici, interviuri și anchete literare pentru mai multe reviste de prestigiu, printre care Luceafărul, Cuvântul, Viața Românească, Suplimentul de cultură și Poesis. În cadrul rubricii sale, „niște tineri.ro”, pe care a inițiat-o și coordonat-o, între 2003-2007, în Oglinda literară, publică, în premieră, interviuri cu tineri poeți precum Elena Vlădăreanu , Adrian Urmanov  sau Claudiu Komartin . Din 2011, este redactor asociat la revista Zona literară, unde a inițiat o rubrică de poezie italiană contemporană. 
Debutează editorial în 2003, cu un volum despre care scriitorul Ion Zubașcu spunea că introduce tema prenatalității în poezia română.
În 2010, un juriu alcătuit din Bogdan Crețu, Mihail Gălățanu, Ștefania Mincu, Octavian Soviany și Radu Voinescu  îi acordă Premiul Marin Mincu, pentru volumul „L-am luat deoparte și i-am spus”, publicat în 2009. Conform Ștefaniei Mincu, membră a juriului, „Daniel D. Marin nu spune nimic patent în versurile sale, mai precis, în „poveștile” sale real-imaginare. Enunțurile sunt lipsite de valoare denotativă, deci sunt intraductibile și și-au anulat în felul acesta orice capacitate discursiv-retorică sau de „mesaj”. Aceleași enunțuri sunt lipsite și de ceea ce numim valoare conotativă, adică sunt simple transcripții ale halucinațiilor pure ale imaginarului, care săvârșesc, însă, opera cu atât mai amenințător și absolut infailibil. Altfel spus, sunt acum pe tăcute izgonite din poezie atât iluzia metaforei, cât și iluzia îndepărtării cortinei dintre real și text, a pipăirii minimaliste și cinematografice a „realului-ca-real”. E o lunecare mai puțin sesizabilă, dar cu atât mai neliniștitoare și mai obsedantă, către un tip veritabil de suprarealism, dacă vrem: unul inexpresiv, așa-zicând, dar care reușește să ne capteze, să ne pironească făcând ochii mari, ca sub privirea unei Meduze apocaliptice. Nu multă lume se poate juca în acest teritoriu care nu mai este pur minimalism sau „mizerabilism”, necum „fracturism” (care n-a fost decât un început), dar este douămiism sută la sută, intrat pe o altă treaptă de (re)lansare”.

### Poezia antiutopică, o antologie retrospectivă a generației 2000
Este realizatorul antologiei „Poezia antiutopică. O antologie a douămiismului poetic românesc”, una dintre cele mai controversate antologii ale ultimelor două decenii: criticul Cosmin Ciotloș apreciază demersul și reușita, fiind unul dintre cei care au vorbit la lansarea de la Târgul de Carte Gaudeamus, dar în scurt timp își schimbă poziția, devenind unul dintre cei mai vehemenți contestatari ai acesteia; Marius Chivu critică dur demersul editorial, dar după câteva luni menționează antologia în topul celor mai bune cărți ale anului 2010. Tot în topul celor mai bune cărți ale anului, antologia mai este nominalizată de critici precum Cosmin Borza, Bogdan Crețu sau Paul Cernat și Adina Dinițoiu. „Cei 25 de poeti inclusi, clasificati pana acum de critica sau de ei insisi in fracturisti, utilitaristi, deprimisti, neoexpresionisti sau minimalisti, alcatuiesc un tablou de familie care n-a parut atat de evident prin stivuirea propriu-zisa a volumelor” notează Alex Goldiș. Paul Cernat observă și el că „oricît de diverse ca formulă și personalitate, grupajele tind să alcătuiască, împreună, un flux relativ omogen, tipologic și chiar valoric, un eșantion generaționist reprezentativ. (...) Experimentală (și experiențială) fără fasoane experimentaliste, obsesională și furioasă, plină de prospețime, de adrenalină și umori negre distilate, antologia retrospectivă a lui Daniel D. Marin se citește cu mai multă participare decît volumele fiecărui autor antologat, „întregul” fiind superior, calitativ, fiecărei „părți”. Ceea ce e și bine (pentru marele text comun al generației), e și rău (pentru individualitățile care nu reușesc să spargă plafonul). Dar, cu toate rezervele care-i pot fi aduse, Poezia antiutopică rămîne o antologie generaționistă densă, provocatoare și, aș spune, inevitabilă”. Naomi Ionică vorbește despre cele două linii principale ale imaginarului poetic douămiist prezent în antologie, „mizerabilismul, mai aproape de furia existențială (direcția fracturistă) și neoexpresionismul, cu asumarea miraculosului și straniului existențial”, concluzionând că „în această antologie, găsim o poezie de calitate care va supraviețui timpului căreia îi aparține”. O serie de alți comentatori, de la Horia Gârbea și Gelu Dorian, Ștefan Manasia (el însuși inclus în antologie) și până la tânăra poetă Ecaterina Bargan sau Andrei Moldovan și chiar Dan Stanca, iau parte, uneori pasional, la discuțiile pe marginea antologiei. Nefiind critic sau istoric literar (fapt, în general, penalizat de critica literară), antologatorul poet a subliniat că el doar a pus la îndemâna celor interesați textele din care se va putea face cât mai precis un profil critic al generației 2000, neasumându-și un alt rol în afară de acela de a fi selectat, potrivit propriului simț poetic, pagini în care crede și pe care le va citi cu plăcere și în viitor.

### Poezie pentru sănătate și plecarea din țară
În 2012, Daniel D. Marin pleacă din țară, în urma unei vești care îi schimbă radical cursul vieții. Poetul lansează blogul Poezie pentru sănătate, dar rezultatul nu a fost decât o conștientizare a felului în care oamenii nu reușesc să se solidarizeze nici în momentele cele mai dificile ale vieții celor pe care-i cunosc – practic doar Ioana Vighi, Un Cristian, Elena Vlădăreanu, Chris Tănăsescu, Radu Voinescu, Andrei Velea, Cristina Cirnicianu, Paul Gorban și alți câțiva scriitori au răspuns pozitiv apelului de solidaritate lansat. Daniel D. Marin este citat, cu privire la această experiență, în Gazeta românească, după ce Ioana Vighi îi ceruse o confesiune pentru Hyperliteratura. 

### Poezie română în Sardinia
Plecat pe o insulă ca să uite de el însuși, își amintește de poezie și acceptă să participe la o serie de lecturi în Italia, citind atât poeme proprii (Brescia , 2012 ; Sassari, , Alghero, 2013, 2014), cât și poeme de Virgil Mazilescu și Mariana Marin sau de Nichita Danilov, Ruxandra Cesereanu, Carmen Firan, Radu Vancu și Ioan Es. Pop, contribuind inclusiv la traducerea unora din poemele acestora în italiană. 
În 2014 revine un timp în țară, unde își lansează „Poeme cu ochelari”. Poemele din volum au fost scrise în Sardinia, dar „e foarte posibil să le fi văzut prin ochelarii unuia de acasă”, după cum a mărturisit la lansare .

## Opera
- Oră de vârf, Geea, 2003 (Premiul „Duiliu Zamfirescu”, Focșani, 2003; nominalizare la Premiul Național de Poezie „Mihai Eminescu” [34], Botoșani 2004)
- Așa cum a fost, Vinea, 2008
- L-am luat deoparte și i-am spus, Brumar, 2009; eLiteratura, 2013  [35] (Premiul „Marin Mincu” [36], București, 2010)
- Poezia antiutopică. O antologie a douămiismului poetic românesc [37] (coord.), Paralela 45, 2010
- Poeme cu ochelari, Tracus Arte, 2014

## Antologii colective în care este inclus
- Literatura tânără 2007, coord. Irina Petraș, Ed. Casa Cărții de Știință, 2007
- Antologia Colocviului Tinerilor Scriitori, coord. Antonio Patraș, Ed. Convorbiri literare, 2008
- Vizita de dimineață. O panaramă a poeziei românești de la origini până în prezent, Lucian Perța, Ed. Tracus Arte, 2011
- Cele mai frumoase poezii ale anului [38], coord. Alexandru Petria, Ed. Adenium, 2014